# Jaworzyna Lejowa
Jaworzyna Lejowa, Jaworzynka Lejowa lub po prostu Jaworzyna – polana reglowa w Dolinie Lejowej w Tatrach Zachodnich, położona na terenie dawnej Hali Lejowej. Znajduje się w dolnym jej odcinku, po zachodniej stronie Lejowego Potoku, na stromym zboczu opadającym do niego. Naprzeciwko niej, po wschodniej stronie potoku znajduje się polana Huty Lejowe. Chociaż polana leży na terenie Tatrzańskiego Parku Narodowego, nie jest jego własnością, ale należy do Wspólnoty Leśnej Uprawnionych Ośmiu Wsi z siedzibą w Witowie. Po włączeniu tego obszaru w obszar parku narodowego zniesiono wypas, ale po 1982 r. przywrócono ponownie tzw. wypas kulturowy, co może uchronić polanę od zarośnięcia lasem, grożącego większości dawnych polan tatrzańskich. W 1955 miała powierzchnię ok. 6 ha, ale w 2004 r. w wyniku zarośnięcia jej powierzchnia zmniejszyła się o ok. 33%.
Polana położona jest na wysokości 990–1100 m. Nie prowadzi przez nią szlak turystyczny, ale jest ona częściowo widoczna z żółtego szlaku, prowadzącego przez Dolinę Lejową z polany Biały Potok do skrzyżowania ze Ścieżką nad Reglami pod Niżnią Polaną Kominiarską.